# Pterogonia nubes
Pterogonia nubes är en fjärilsart som beskrevs av George Francis Hampson 1893. Pterogonia nubes ingår i släktet Pterogonia och familjen trågspinnare. Inga underarter finns listade.